# Hysterostomella tetracerae
Hysterostomella tetracerae är en svampart som först beskrevs av F. Rudolphi, och fick sitt nu gällande namn av Franz Xaver von Höhnel 1909. Hysterostomella tetracerae ingår i släktet Hysterostomella och familjen Parmulariaceae.   Inga underarter finns listade i Catalogue of Life.